# Cai Xia

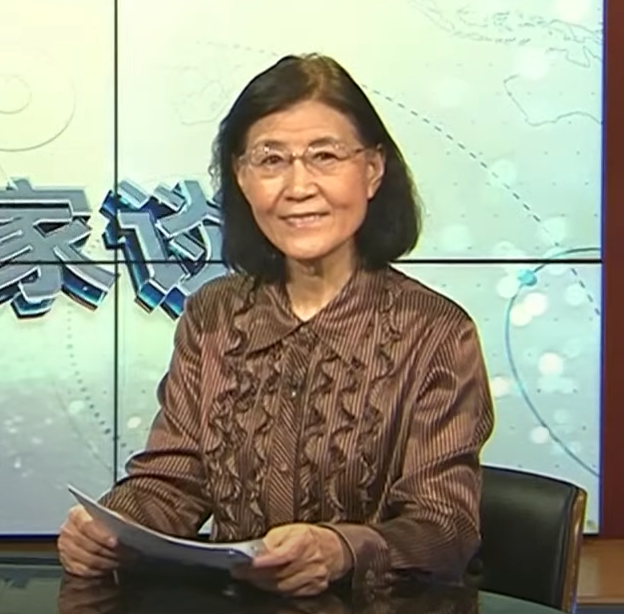
Cai Xia

Cai Xia (蔡霞S; Changzhou, ottobre 1952) è una docente cinese di teoria politica e dissidente. Ha insegnato a ministri, membri e funzionari di alto livello del Partito Comunista Cinese (PCC), ed è professore in pensione della CCP Central Party School.  È una sostenitrice della liberalizzazione politica in Cina ed è stata critica nei confronti del segretario generale del PCC Xi Jinping. È stata espulsa dal PCC nell'agosto 2020 per aver criticato il PCC sotto il dominio di Xi. Dal 2019 risiede negli Stati Uniti in esilio..

## Biografia
Cai Xia è nata nell'ottobre 1952 a Changzhou, nella provincia di Jiangsu, ed è cresciuta in una famiglia con stretti legami con l'esercito, in cui ha prestato servizio dal 1969 al 1978 prima di entrare nel PCC nel 1982. Nel 1980, Cai Xia divenne vice presidente del sindacato della fabbrica e direttore dell'ufficio di pianificazione familiare. Nel 1984 ha partecipato a un programma di due anni in teoria marxista e storia del PCC presso la Scuola municipale del partito di Suzhou. Alla fine si è indirizzata al mondo accademico, conseguendo un dottorato in legge alla Central Party School nel 1998.  Specializzata nei campi dell'ideologia del partito, ha pubblicato oltre 60 articoli accademici tra il 1989 e il 2020.  Nel 2012, è stata professoressa presso la Scuola centrale del partito, ritirandosi lo stesso anno dopo 15 anni di servizio. 
Secondo un articolo di agosto 2020 su The Guardian, Cai ha iniziato a dubitare dell'ortodossia del partito nei primi anni 2000, quando ha assistito l'allora segretario generale del PCC Jiang Zemin nella stesura della sua teoria dei Tre Rappresentanti. A quel tempo era spesso presente nei media cinesi, sostenendo opinioni liberali tra cui l'apertura del PCC a più uomini d'affari e professionisti. La sua fede nel Partito Comunista fu notevolmente scossa dopo un viaggio in Spagna dove studiò la transizione spagnola verso la democrazia e la paragonò alla Cina, notando che Mao e Franco erano morti in momenti simili, ma i successori di Franco erano rapidamente e con successo arrivati ad una democrazia stabile mentre i successori di Mao avevano creato un'economia ibrida confusa e ignorato completamente la riforma politica. 
Per alcuni anni ha continuato a credere nella capacità del PCC di risolvere i suoi problemi attraverso le riforme, ma le sue speranze sono gradualmente sparite  dopo che Xi Jinping è andato al potere nel 2012 e ha implementato misure che Cai vedeva andare nella direzione sbagliata. Nel 2013, ha scritto un saggio in difesa di Charles Xue (Xue Manzi) dopo che Xue era stato arrestato con l'accusa di aver sollecitato una prostituta e costretto a fare confessioni televisiva. Nell'articolo, che circolava ampiamente sul sito di microblogging Weibo, Cai ha sostenuto che il reato non era una questione privata di alcuna conseguenza per il pubblico e ha chiesto una discussione sulla protezione dei diritti individuali. Nel 2016, ha scritto un articolo in difesa di Ren Zhiqiang, che è stato messo in libertà vigilata dopo le pesanti critiche di quest'ultimo alle dichiarazioni del leader del PCC Xi Jinping sul ruolo dei media cinesi. Questi e altri saggi furono successivamente rimossi dai censori di Internet. In un'intervista dell'agosto 2020, dopo il suo trasferimento negli Stati Uniti, Cai ha detto che l'incidente che aveva cancellato tutta la sua fiducia rimanente nel partito era la gestione da parte delle autorità cinesi della morte dell'ambientalista Lei Yang sotto custodia della polizia. In un saggio datato 25 luglio 2020, pubblicato da Radio Free Asia, ha denunciato il trattamento di Xu Zhangrun, che era stato detenuto all'inizio di quel mese, come "apertamente intimidatorio per tutti nella comunità accademica cinese". 

### Espulsione dal PCC
Il 17 agosto 2020, l'iscrizione di Cai al PCC è stata rescissa e le sue prestazioni pensionistiche sono state eliminate. Si presume che ciò sia in relazione a una registrazione audio volutamente trapelata in cui lei denuncia il segretario generale del PCC Xi Jinping come un "boss mafioso" che dovrebbe essere sostituito e il PCC come uno "zombie politico". Cai, che risiedeva già negli Stati Uniti al momento dell'espulsione, disse al New York Times che aveva contemplato di dimettersi dal PCC da molto prima, e accolse con favore di non essere più un membro del partito, dicendo che le aveva permesso di riconquistare la libertà. 
Il 23 agosto 2020, in un'intervista alla CNN, Cai Xia ha espresso sostegno per il divieto del governo degli Stati Uniti su Huawei e ha proposto al governo statunitense di imporre sanzioni ai funzionari del PCC, mentre chiedeva alla comunità internazionale di impedire al PCC di infiltrarsi nelle organizzazioni internazionali. 
Cai Xia ha esortato gli Stati Uniti ad abbandonare le speranze "ingenue" di impegnarsi con Pechino, avvertendo che la leadership cinese è più fragile di quanto sembri. Nel giugno 2021, Cai ha pubblicato un lungo articolo sulle relazioni sino-americane presso l'Hoover Institution, sostenendo che "il desiderio di "impegno" deve essere sostituito da misure difensive rigide per proteggere gli Stati Uniti dall'aggressione del PCC poiché il Partito Comunista Cinese è molto più fragile di quanto gli americani presumono". 
Larry Diamond, senior fellow di Hoover, ha commentato che il documento di Cai è "di grande importanza storica e politica", aggiungendo: "Per la prima volta, abbiamo una figura importante dall'interno del sistema del Partito Comunista Cinese che conferma coraggiosamente ciò che molti studiosi americani della Cina hanno recentemente sostenuto: i leader del PCC non hanno mai visto l'impegno cooperativo con gli Stati Uniti come nient'altro che una tattica temporanea per consentire loro di accumulare la forza di perseguire il dominio regionale e globale".